# Berletzhof
Berletzhof ist ein Dorf in der Stadtgemeinde Hemau und eine Gemarkung im Landkreis Regensburg in Bayern.
Der Ort liegt etwa fünf Kilometer nordwestlich von Hemau an einer Verbindungsstraße zwischen den Staatsstraßen 2660 und 2394. Auf der Gemarkung Berletzhof liegen Altmannshof, Berletzhof, Eichlberg, Grünstaude und Tiefenhüll, die Orte der ehemaligen gleichnamigen Gemeinde.

## Geschichte
Die politische Gemeinde Berletzhof entstand mit dem bayerischen Gemeindeedikt von 1818 und umfasste Berletzhof, den Wallfahrtsort Eichlberg sowie die weiteren Orte Altmannshof, Grünstaude und Tiefenhüll. Am 1. Januar 1972 wurde die Gemeinde Berletzhof nach Hemau eingemeindet.

## Sehenswürdigkeiten
In der Liste der Baudenkmäler werden die Kapelle Herz Jesu von 1849 und ein Bildstock aufgeführt.

## Trivia
Berletzhof wird in manchen amtlichen Werken fehlerhaft als Berletzhofen bezeichnet, siehe u. a.
Bayerischer Landtag, 7. Wahlperiode DRUCKSACHE 7/1445, 1971